# A Broken Frame
A Broken Frame är Depeche Modes andra studioalbum, utgivet den 27 september 1982. Albumet nådde plats åtta på UK Albums Chart. Albumet utgavs som LP, kassett och CD.

## Låtförteckning
Alla låtar är skrivna och komponerade av Martin Gore. 
| 1. | Leave in Silence | 4:51 |
| 2. | My Secret Garden | 4:46 |
| 3. | Monument         | 3:15 |
| 4. | Nothing to Fear  | 4:18 |
| 5. | See You          | 4:34 |

| 6.  | Satellite                | 4:44 |
| 7.  | The Meaning of Love      | 3:06 |
| 8.  | A Photograph of You      | 3:04 |
| 9.  | Shouldn't Have Done That | 3:12 |
| 10. | The Sun & the Rainfall   | 5:02 |

| 1.  | Leave in Silence                        | 6:28 |
| 2.  | My Secret Garden                        | 4:46 |
| 3.  | Monument                                | 3:15 |
| 4.  | Nothing to Fear                         | 4:18 |
| 5.  | See You                                 | 4:34 |
| 6.  | Satellite                               | 4:44 |
| 7.  | The Meaning of Love                     | 3:06 |
| 8.  | Further Excerpts From: My Secret Garden | 4:20 |
| 9.  | A Photograph of You                     | 3:04 |
| 10. | Shouldn't Have Done That                | 3:12 |
| 11. | The Sun & the Rainfall                  | 5:02 |

## Singlar
"See You" med B-sidan "Now, This Is Fun" utgavs i Storbritannien och nådde plats sex på singellistan. En maxisingel med remixade versioner av låtarna finns också. I USA hade singeln även "The Meaning of Love" som spår.  
"The Meaning of Love" med B-sidan "Oberkorn (It's A Small Town)" nådde plats tolv på singellistan i Storbritannien. Singel med remixade versioner av låtarna finns också.
"Leave in Silence" släpptes i Storbritannien med "Excerpt From: My Secret Garden" som B-sida. Den nådde plats arton på singellistan. Alternativa pressningar med remixade låtar, bland annat "Leave in Silence (Longer)", finns även.

## Medverkande
- David Gahan
- Martin Gore
- Andrew Fletcher